# Keean Johnson
Pour les articles homonymes, voir Johnson.
Keean Johnson, nom de scène de Manny Keean Johnson, est un acteur américain, né le 25 juin 1996, à Denver dans le Colorado, au pied des Montagnes Rocheuses. Il est connu pour avoir interprété le rôle d'Adam Freeman dans la série télévisée Spooksville, et le rôle de Hugo dans le film Alita: Battle Angel (2019).

## Filmographie
- Big Green Rabbit - Série télévisée (2007)[3]
- Sam présente, dirigé par Christian Troy - Court métrage (2012) : Sam Armstrong[3]
- Spooksville - Série télévisée, 22 épisodes (2013-2014)[2],[5] : Adam Freeman[3]
- Switched (Switched at Birth)[3] - Série télévisée, épisode 3 x 22 (2014) : Angelo Sorrento, Jr[3].
- The Fosters - série télévisée, 6 épisodes (2015) : Tony[3]
- Nashville[5] - Série télévisée, 22 épisodes (2014-2016) : Colt Wheeler[3]
- Heritage Falls (en), réalisé par Shea Sizemore (2016)[2],[5],[6]
- Notorious - série télévisée, épisode 1 x 04 (2016)
- Guidance - série télévisée, 8 épisodes (2016)[2]
- Alita: Battle Angel, de Robert Rodriguez (2019) : Hugo, le petit ami d'Alita[2],[5],[6].
- Midway de Roland Emmerich (2019)[2].
- Euphoria (2019) : Daniel
- Waco, l'après - série télévisée (2023) : Vernon Howell / David Koresh